# ستان واليس
ستان واليس (بالإنجليزية: Stan Wallis)‏ هو لاعب كرة قدم أسترالية أسترالي، ولد في 17 نوفمبر 1927، وتوفي في 2 مارس 2013.

## وصلات خارجية
- ستان واليس على موقع AustralianFootball.com (الإنجليزية)
- ستان واليس على موقع AFLtables.com (الإنجليزية)